# Лозовик (Киевская область)

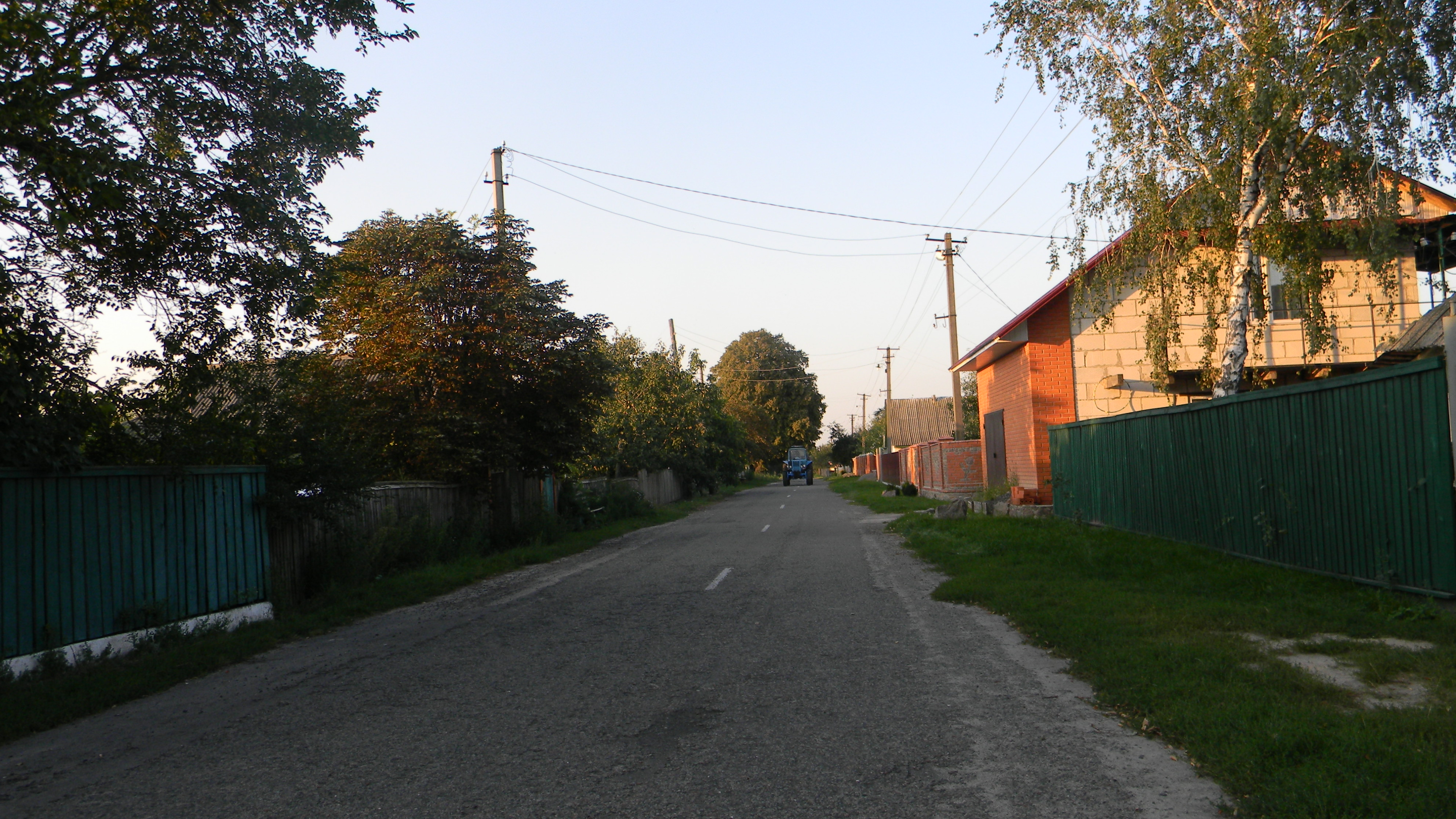
На улице села

Лозовик (укр. Лозовик) — село, входит в Бучанский район Киевской области Украины.
Население по переписи 2001 года составляло 89 человек. Почтовый индекс — 08014. Телефонный код — 4578. Занимает площадь 0,1 км². Код КОАТУУ — 3222783802.

## Местный совет
08014, Киевская обл., Макаровский р-н, с. Липовка, ул. Шевченко, 48